# Cerkev sv. Basa, Koper
Cerkev sv. Basa (italijansko chiesa di San Basso) je cerkev na Prešernovem trgu (italijansko piazza Prešeren) v Kopru. Podružnična cerkev ima funkcijo kapele župnije Koper - Marijinega vnebovzetja (ki je stolna župnija). Stavba, ki izvira iz konca 16. stoletja, je sprva služila kot bolnišnica svetega Nazarija, leta 1706 pa jo je kot cerkev posvetil koprski škof Paolo Naldini. Leta 1731 je bila obnovljena in močno predelana, odtlej ima baročno notranjost z ravnim stropom. Bogata baročna notranja oprema vključuje glavni oltar s podobama sv. Nazarija in sv. Basa, kip sv. Basa in romansko razpelo iz leta 1120, kasneje gotizirano, za katero se je domnevalo, da ima čudežne moči (italijansko Crocifisso miracoloso). Narejeno je iz polikromiranega lesa in prikazuje zmagoslavnega Kristusa.

## Callidove orgle
V letu 2021 so bile v cerkev prestavljene Callidove orgle iz koprske stolnice, ki je dobila nove orgle.
Za koprsko stolnico so bile leta 1773 izdelane orgle Gaetana Callida iz Benetk. Leta 1940 jih je goriški orglar Giorgio Bencz predelal, pri tem pa odstranil orgelsko omaro, ki je pri orglah beneškega tipa izrednega pomena, pa tudi izvirne Callidove pročelne piščali, ki jih ni dala pretopiti niti avstrijska vojaška oblast med prvo svetovno vojno.  
 
Orglar je to izvedel po navodilih tedanjega Zavoda za varstvo spomenikov, ki je s temi deli hotel razkriti veliko okno v stolnici. Bencz je zamenjal tudi nekatere registre, tako da instrument nima več prvotnega zvoka. Kaj se bo z orglami dogajalo v tehničnem smislu v prihodnje ni znano, saj bi bilo nujno rekonstruirati orgelsko omaro.